# Густаф Седерстрем
Густаф Фредрік Седерстрем (швед. Gustaf Fredrik Söderström; нар. 25 листопада 1865 — пом. 12 листопада 1958) — шведський легкоатлет, олімпійський чемпіон з перетягування канату.

## Біографія
Народився 25 листопада 1865 року в Стокгольмі, Швеція.
Учасник ІІ літніх Олімпійських ігор 1900 року в Парижі (Франція). Змагався у двох легкоатлетичних дисциплінах за Швецію, а також у перетягуванні канату за змішану команду. У єдиному поєдинку змагань змішана дансько-шведська команда перемогла команду Франції й виборола золоті олімпійські медалі.
Помер 12 листопада 1958 року в Лідінге, лен Стокгольм, Швеція.

## Результати виступів
| Олімпійські ігри | Вид спорту           | Дисципліна                     | Команда         | Місце |
| ---------------- | -------------------- | ------------------------------ | --------------- | ----- |
| Париж 1900       | Легка атлетика       | чоловіки, метання диска        | Швеція          | 6     |
| Париж 1900       | Легка атлетика       | чоловіки, штовхання ядра       | Швеція          | 6     |
| Париж 1900       | Перетягування канату | чоловіки, перетягування канату | Змішана команда | 1     |

## Родина
Молодший брат — Бруно Седерстрем, легкоатлет, срібний та двічі бронзовий призер Олімпійських ігор.